# 1650
Cette page concerne l'année 1650  du calendrier grégorien. Pour l'année 1650 av. J.-C., voir 1650 av. J.-C.
L'année 1650 est une année commune qui commence un samedi.

## Événements
- 10 juin-28 juillet : démembrement de la confédération Wendat[1]. Trois-cent Hurons qui ont échappé au massacre quittent l'île aux Chrétiens (Gahoendoe) pour Québec[2].
- 20 juin : Grenade, revendiquée par la France, est colonisée par 200 hommes conduits par Du Parquet[3].
- 27 septembre : Du Parquet achète la Martinique, Grenade et Sainte-Lucie[4]. Sainte-Lucie est colonisé par 40 français conduit par le sieur Rousselan[3].
- 24 octobre : les Mandchous s'emparent de Canton[5]. L'empereur Ming Yongli se réfugie au Yunnan (1651), puis en Birmanie (1659)[6].
- 31 décembre, Chine : mort du régent Dorgon. Son frère Ajige tente de s'emparer du pouvoir, mais est arrêté le 26 janvier 1651. L'empereur Qing Shunzhi, âgé de 13 ans en mars 1651, assume directement la charge du pouvoir[5].

- Chine : le corsaire Ming Koxinga établit des bases à Xiamen (Amoy) et Jinmen, au Fujian[7] ; jusqu'en 1653, il lance des raids contre les villes côtières du Fujian et du Guangdong[8].
- Établissement d’un système bicaméral au Maryland[9].
- Anguilla est colonisée par les Anglais de Saint Kitts[10].

### Europe
- 26-27 février, Russie : début de la révolte de Pskov. Les troupes du tsar reprennent possession de la ville le 25 août et les meneurs sont arrêtés, torturés puis exilés à Novgorod en octobre[11].
- 10 mars : l'amiral Robert Blake intervient dans l'embouchure du Tage où s'est réfugiée la flotte royale du prince Rupert ; le roi Jean IV de Portugal interdit l'accès au Tage à la flotte du Commonwealth d'Angleterre. Robert Blake, renforcé par la flotte d'Edward Popham, bloque l’embouchure du fleuve[12]. Le gouvernement portugais réplique en emprisonnant des marchands anglais et en confisquant leurs avoirs au Portugal[13].
- 16 mars-13 avril, Russie : révolte  de Novgorod[14].
- 8 mai, Russie : oukase interdisant aux paysans toute activité artisanale ou commerciale[15].
- 5-6 juin, Provinces-Unies : le stadhouder Guillaume II d'Orange, voulant reprendre la guerre contre l’Espagne et intervenir dans la guerre civile anglaise, devant l’opposition de la Hollande, se fait investir par les autres provinces de pouvoirs spéciaux et marche sur Amsterdam. Un compromis est négocié le 30 juin, sans satisfaire les parties[16].
- Juillet : Crise lors de la réunion du Riksdag de Suède, due à une mauvaise récolte et à l’extension de la propriété nobiliaire[17].
- 14 septembre : la flotte anglaise de Robert Blake s’empare de navires portugais de retour du Brésil[18].
- 20 octobre : Christine se fait couronner reine de Suède. Elle refuse de se marier et fait désigner par le Riksdag son cousin Charles-Gustave comme successeur[19]. Elle refuse la Réduction (de l’extension de la propriété nobiliaire) et se contente de limiter le nombre de jours de corvée dus aux seigneurs[20].
- 6 novembre : 
  - Guillaume II d'Orange meurt de la petite vérole, laissant le pays sans stadhouder. Un régime républicain se met en place[21].
  - La flotte royale anglaise du prince Rupert est détruite par la flotte du Commonwealth à Carthagène[18].
  - premier Palio de Sienne où les buffles sont remplacés par des chevaux[22].
- Le culte public des Juifs de Hambourg est autorisé[23].
- Fondation en Allemagne de la Calwer Zeughandlungkompagnie, manufacture dispersée de draps[24].

#### Iles britanniques
- 27 mars : reddition de Kilkenny[25].
- 27 avril : une armée royaliste envahit l'Écosse à partir des Orcades mais est défaite par les Covenanter à la bataille de Carbisdale (en)[25].
- 7 mai : le conseil d'État anglais décide l'expédition de la Barbade[26].
- 27 avril-18 mai : siège de Clonmel en Irlande[25].
- 26 mai : Oliver Cromwell quitte l'Irlande, son gendre Henry Ireton est nommé Lord Deputy d'Irlande (29 mai) [27].
- 10 août : reddition de Waterford[28].
- Juin-septembre : Oliver Cromwell intervient en Écosse où le fils aîné de Charles Ier d'Angleterre s’est proclamé roi sous le nom de Charles II en juin (fin en septembre 1651)[25].
- 3 septembre : Cromwell est victorieux des covenantaires à la bataille de Dunbar[25]. L’Écosse est occupée jusqu’en 1660 par une armée anglaise commandée par George Monk (futur Coldstream Guards).
- 6-16 octobre : siège de Limerick en Irlande[29].

#### France
- 14 janvier : Mazarin s'allie aux meneurs de la Fronde, contre Condé[30].
- 18 janvier : Condé, Conti et le duc de Longueville sont arrêtés au Palais-Royal et emprisonnés sur ordre de Mazarin, ce qui provoque l’agitation de leurs amis qui soulèvent la province (Normandie, Bourgogne, Guyenne)[31].
- 2 février-15 novembre : la cour voyage pour pacifier successivement la Normandie (février), la Bourgogne (5 mars-2 mai) et la Guyenne (4 juillet-5 octobre)[30].
- 5 février : visite du jeune roi Louis XIV à Rouen[30].
- 2 mars : Laubespine devient garde des sceaux (1650-1651)[32].
- 15 juin : l’archiduc Léopold, gouverneur des Pays-Bas espagnols, aidé par Turenne (solidaire de la Fronde) prend le Catelet. Le maréchal de Plessis-Praslin le force à lever le siège de Guise le 1er juillet[33].
- 22 juin : mouvement municipal de l’Ormée à Bordeaux. La ville proclame son adhésion au parti des princes[34].
- 26 août : blocus de Bordeaux par les troupes royales. Louis XIV et Anne d'Autriche entrent dans la ville le 5 octobre[35].
- 28 septembre : paix de Bordeaux qui consacre la victoire du parti modéré de Gondi[35], publiée le 1er octobre[31]. Le Parlement de Bordeaux est rétabli dans ses pouvoirs ; Condé n’est pas libéré malgré l’amnistie des princes et princesses compromis.
- 15 décembre : Turenne est vaincu aux côtés des Espagnols à la bataille de Rethel, dans les Ardennes par le maréchal loyaliste du Plessis-Praslin[31].

## Naissances en 1650
- 5 février : Anne-Jules de Noailles, maréchal de France († 2 octobre 1708).
- 9 février : Jan Verkolje, peintre et graveur néerlandais († (1693).
- 25 mars : Richard Cox, historien et homme politique irlandais († 3 mai 1733).
- 3 avril : James Grahme, homme politique et militaire britannique († 26 janvier 1729).
- 20 avril : Felice Boselli, peintre baroque italien († 23 août 1732).
- 7 août : Louis-Joseph de Lorraine, duc de Joyeuse et prince de Joinville († 30 juillet 1671).
- ? septembre : Nicolas de Malézieu, mathématicien et littérateur français académicien français (fauteuil 33) († 4 mars 1727).
- 21 octobre : Jean Bart, corsaire français († 27 avril 1702).
- 14 novembre : Guillaume III d'Orange-Nassau, stathouder des provinces de Hollande, de Zélande, d'Utrecht, de Gueldre et de Overijssel († 8 mars 1702).
- 17 novembre : Joanna Koerten, artiste néerlandaise, utilisant pour ses créations la peinture, le dessin, la broderie, la gravure sur verre, et la modélisation en cire († 28 décembre 1715).
- 16 décembre : Alexander Hermann von Wartensleben, général prussien († 26 janvier 1734).
- Date précise inconnue :
- Richard Brakenburgh, peintre néerlandais  († 28 décembre 1702).
- Vers 1650 :
  - Johannes van der Bent, peintre néerlandais († vers 1690).
  - Gio Paolo Bombarda, fondateur du Théâtre de la Monnaie à Bruxelles († 6 décembre 1712).
  - Theobaldo di Gatti, musicien français de naissance italienne († août 1727).

## Décès en 1650
- 17 janvier : Religieuse de Monza, religieuse italienne (° 4 décembre 1575).
- 18 janvier : Matteo Rosselli, peintre italien (° 10 août 1578).
- 8 février : François V de La Rochefoucauld, prince de Marcillac, comte de La Rochefoucauld puis 1er duc de La Rochefoucauld, pair de France (° 5 septembre 1588).
- 11 février : René Descartes, philosophe, mathématicien et physicien français, à Stockholm, où la reine Christine de Suède l'avait fait venir (° 31 mars 1596).
- 13 février : Urbain de Maillé-Brézé, beau-frère de Richelieu, maréchal de France en 1632 (° 30 mars 1598).
- 21 février : Trophime Bigot, peintre baroque français (° 8 juin 1579)[36].
- 26 février : 
  - Franz Stypmann, professeur de droit allemand (° 14 juin 1612).
  - Claude Favre de Vaugelas, baron de Péroges, grammairien, académicien français (fauteuil 32) (° 6 janvier 1585).
- 22 mars : Pierre de Montmaur, érudit, helléniste et poète français d’expression latine (° 1576).
- 29 mars : Cornelius Galle l'Ancien, graveur flamand (° 1576).
- 25 mai : Niccolò Ridolfi, dominicain italien (° 1578).
- 28 juin : Jean de Rotrou, dramaturge et poète français (° 21 août 1609).
- 8 juillet : Nicolas de Bellièvre, président à mortier du Parlement de Paris (° 1583).
- 18 juillet : Christoph Scheiner, prêtre jésuite, astronome et mathématicien allemand (° 25 juillet 1575).
- 26 juillet : Iwasa Matabei, peintre japonais (° 1578).
- 6 août : John Parkinson, botaniste anglais (° 1567).
- 7 septembre : Scévole de Sainte-Marthe, historien français (° 20 décembre 1571).
- 12 septembre : Jean Jacobs, orfèvre bruxellois (° 31 mars 1575).
- 13 septembre :
  - Ferdinand de Bavière, prince-évêque de Liège et duc de Westphalie (° 6 octobre 1577).
  - Jean Boyvin, juriste, écrivain et polymathe comtois (° 5 août 1575).
- 17 septembre : Yves Fouquet, frère de Nicolas, jeune conseiller au Parlement de Paris (° 1628).
- 24 septembre : Charles de Valois, duc d'Angoulême, fils naturel de Charles IX et de Marie Touchet (° 28 avril 1573).
- 29 octobre : Hendrik Hondius I, éditeur et graveur hollandais  (° 9 juin 1573).
- 6 novembre : Guillaume II d'Orange-Nassau (° 27 mai 1626).
- 24 novembre : Manuel Cardoso, compositeur et organiste portugais (° 11 décembre 1566).
- 2 décembre : Charlotte Marguerite de Montmorency, Princesse douairière de Condé, mère du grand Condé, à Châtillon-sur-Loing (° 11 mai 1594).
- 10 décembre :
  - Hubert Charpentier, prêtre français (° [1561).
  - Claude de Mesme, comte d'Avaux (° 1595).
- 28 décembre : Bartul Kašić, prêtre jésuite croate (° 15 août 1575).
- ? décembre : Pierre de Puiseaux, membre de la Compagnie de la Nouvelle-France puis de la Société Notre-Dame (° 1566).
- Date précise inconnue :
  - Giovanni Battista Barbiani, peintre baroque italien (° 1593).
  - François Desmoulins, maître écrivain français (° 1570).
  - Marguerite de Lalaing, comtesse de Berlaymont et vicomtesse d'Ervillers (° 1560).
  - Jan Adriaanszoon Leeghwater, constructeur de moulins et ingénieur hydrographe néerlandais (° 1575).
- Vers 1650 :
- Sturmius, professeur de mathématiques, médecin et poète belge (° 29 août 1559).
- Après 1650 :
- Salomon Henrix,  maître écrivain néerlandais (° 1566).